# Nationalpark Sistema Arrecifal Veracruzano
Koordinaten: 19° 13′ 38″ N, 96° 9′ 0″ W
Der Nationalpark Sistema Arrecifal Veracruzano (Veracruzano Coral Reef System National Park (NPVRS) / Korrallenbank-Nationalpark Veracruz) ist ein UNESCO-Biosphärenreservat in Mexiko.

## Geographie

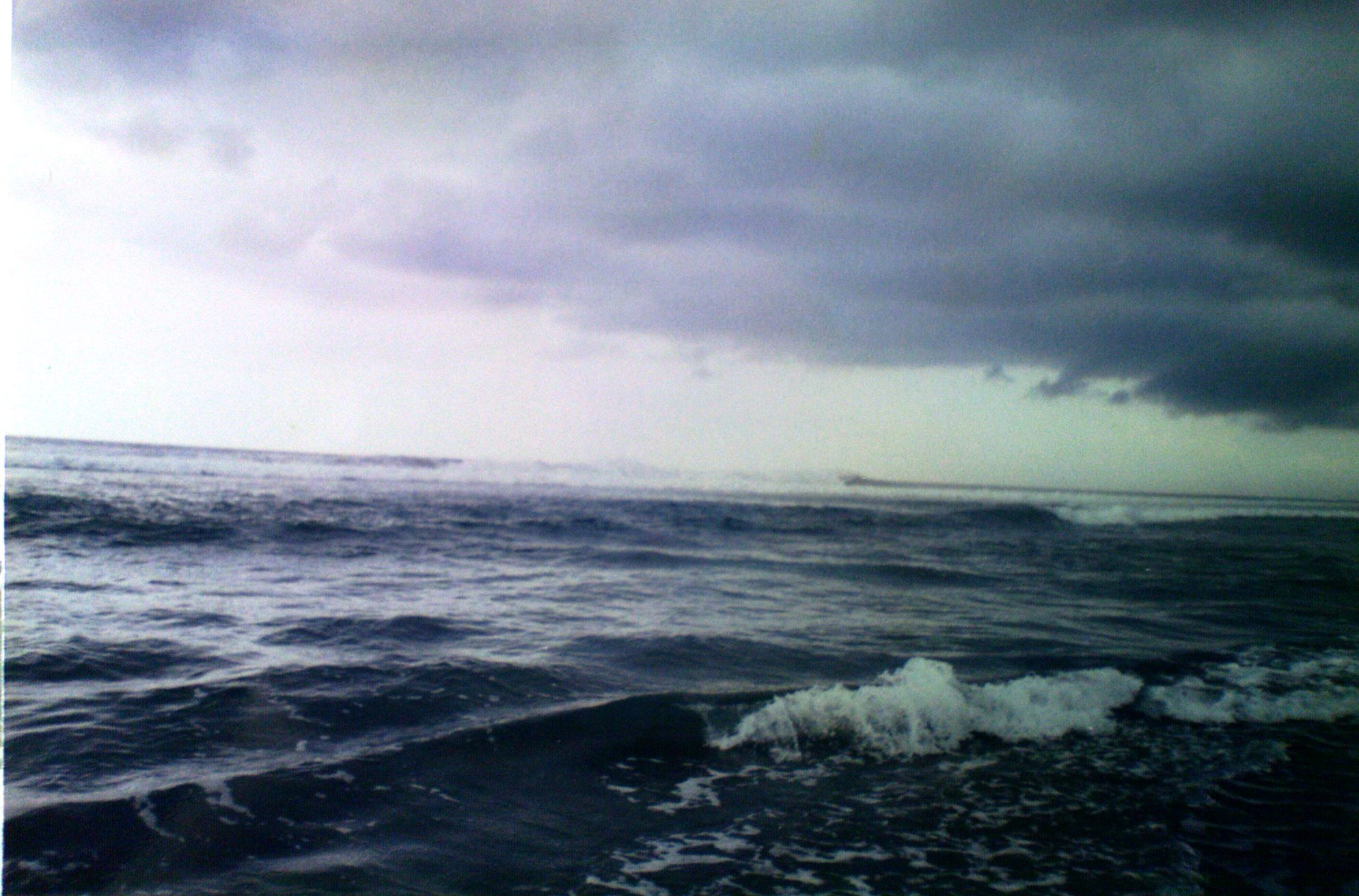
Die Küstenlinie des Nationalpark Sistema Arrecifal Veracruzano im Januar 2014

Der Nationalpark liegt im Golf von Mexiko, nahe den Metropolen Veracruz, Boca del Río und Alvarado im Bundesstaat Veracruz. Das 52.238 Hektar große Gebiet erstreckt sich auf dem Kontinentalschelf von der Küste bis auf die offene See. Der Küstenlinie vorgelagert ist das Veracruz-Korallenriff, das aus einer Wassertiefe von etwa 40 m aufragt.

## Geschichte
Der Nationalpark wurde 2006 von der UNESCO als Biosphärenreservat anerkannt und steht unter der Verwaltung der Städte Veracruz, Boca del Río und Alvarado.